# تام نیل
تام نئال (انگلیسی: Tom Neal؛ ۲۸ ژانویهٔ ۱۹۱۴ – ۷ اوت ۱۹۷۲) یک هنرپیشه اهل ایالات متحده آمریکا بود.
از فیلم‌ها یا برنامه‌های تلویزیونی که وی در آن نقش داشته است می‌توان به یه مرد لاغر دیگه، میانبر اشاره کرد.